# Marco Fabián
Marco Jhonfai Fabián de la Mora (ur. 21 lipca 1989 w Guadalajarze) – meksykański piłkarz występujący najczęściej na pozycji ofensywnego pomocnika, reprezentant Meksyku.
Fabián pochodzi z Guadalajary i jest wychowankiem akademii juniorskiej tamtejszego zespołu Chivas de Guadalajara. W seniorskiej drużynie zadebiutował w listopadzie 2007 w ligowym spotkaniu z Jaguares, natomiast premierowego gola strzelił w lutym 2008 w konfrontacji z Morelią. W 2009 triumfował ze swoim klubem w rozgrywkach InterLigi, a pewne miejsce w wyjściowym składzie Chivas wywalczył sobie w połowie 2010. Wówczas także dotarł do finału najbardziej prestiżowego turnieju Ameryki Południowej – Copa Libertadores, przegrywając w nim z brazylijskim Internacionalem. W styczniu 2014 udał się na roczne wypożyczenie do stołecznego klubu Cruz Azul, z którym w tym samym roku wygrał Ligę Mistrzów CONCACAF oraz zajął czwarte miejsce na Klubowych Mistrzostwach Świata. Po powrocie do Chivas zdobył w 2015 puchar Meksyku.
W styczniu 2016 Fabián przeszedł do niemieckiego Eintrachtu Frankfurt.
Fabián reprezentował swój kraj w kilku kategoriach wiekowych, w 2009 jako zawodnik reprezentacji Meksyku U-20 biorąc udział w młodzieżowych Mistrzostwach Ameryki Północnej. W 2011 znalazł się we wstępnym składzie na turniej Copa América, jednak ostatecznie nie wziął udziału w tych rozgrywkach, gdyż wraz z siedmioma innymi graczami został dyscyplinarnie wyrzucony z kadry i zawieszony na pół roku w prawach reprezentanta. W 2012 w barwach olimpijskiej reprezentacji Meksyku U-23 triumfował w Turnieju w Tulonie, zostając królem strzelców. Wystąpił również na Igrzyskach Olimpijskich w Londynie, gdzie był kluczowym zawodnikiem swojej reprezentacji, która po pokonaniu w finale Brazylii zdobyła złoty medal.
W styczniu 2012 Fabián zadebiutował w pierwszej reprezentacji Meksyku w meczu towarzyskim z Wenezuelą. Premierowego gola w dorosłej kadrze narodowej strzelił rok później w sparingu z Danią. W 2013 został powołany na Złoty Puchar CONCACAF, gdzie odpadł wraz z drużyną w półfinale, natomiast rok później wziął udział w Mistrzostwach Świata w Brazylii, podczas których pełnił rolę rezerwowego, a Meksykanie zakończyli swój udział w mundialu w 1/8 finału. W 2015 wystąpił na turnieju Copa América, gdzie meksykańska drużyna odpadła w fazie grupowej.

## Początki
Fabián urodził się 21 lipca 1989 w mieście Guadalajara, stolicy stanu Jalisco. Jest synem Marco Antonio Fabiána Vázqueza i Adriany de la Mora. Jego ojciec również był profesjonalnym piłkarzem; w 1992 roku w barwach Club León zdobył tytuł mistrza Meksyku, zaś później pracował jako trener rezerw Chivas de Guadalajara. Swoje drugie imię – Jhonfai – młody Marco otrzymał od wierzących w symbolikę rodziców i oznacza ono chińskiego wojownika symbolizującego świątynię. Posiada dwójkę rodzeństwa – siostrę oraz starszego brata Jonathana, który został zamordowany w wieku 23 lat.
Jednymi idoli piłkarskich Fabiána są César Delgado i Benjamín Galindo, natomiast jego hobby, oprócz piłki nożnej, to muzyka – w wolnym czasie gra na perkusji. Jest również kibicem futbolu amerykańskiego (jego ulubiony zespół to San Francisco 49ers) i baseballu (kibicuje drużynie Charros de Jalisco). Uczęszczał do współpracującej z klubem Chivas placówki Educare w Guadalajarze.

## Kariera klubowa

### Guadalajara
Wczesne dzieciństwo Fabiána było ściśle powiązane z karierą piłkarską jego ojca – Marco Antonio Fabiána Vázqueza. Już niecałe półtora miesiąca po jego narodzinach cała rodzina przeprowadziła się z Guadalajary do miasta León, po tym, jak Fabián Vázquez podpisał umowę z tamtejszym zespołem Club León. Fabián junior rozpoczynał swoje treningi piłkarskie w amatorskiej ekipie Pumitas z miejscowości Ciudad Victoria, podczas gdy jego ojciec występował w tamtejszej drużynie Correcaminos UAT. Jako małe dziecko często towarzyszył ojcu przed ligowymi spotkaniami Leónu i Correcaminos, wychodząc z nim na murawę i pozując do przedmeczowych zdjęć razem z resztą drużyny. Po powrocie rodziny do Guadalajary uczęszczał na zajęcia do drużyn juniorskich zespołu Tecos UAG, zaś jako ośmiolatek dołączył do akademii młodzieżowej czołowego meksykańskiego klubu Chivas de Guadalajara, której jest wychowankiem i gdzie przebywał przez kolejne dziesięć lat. W 2005 roku triumfował ze swoją drużyną w prestiżowym szwedzkim turnieju juniorskim Gothia Cup w kategorii U-16, a w 2007 roku w młodzieżowych rozgrywkach Copa Chivas. Brał także udział w różnych innych turniejach juniorskich, takich jak brazylijski Copa Promisão czy włoski Gradisca Cup. Później przez kilka lat grał w rezerwach Guadalajary: trzecioligowym Chivas San Rafael (8 meczów/2 gole) i bezpośrednim zapleczu pierwszego zespołu – drugoligowym CD Tapatío (15 meczów/2 gole).
Do seniorskiej drużyny został włączony jako osiemnastolatek przez szkoleniowca Efraína Floresa. W meksykańskiej Primera División zadebiutował w ostatniej kolejce regularnej części sezonu Apertura 2007, 10 listopada w wygranym 5:4 spotkaniu z Jaguares na Estadio Jalisco. Występując wówczas z numerem 33 zmienił w 85. minucie jednego ze strzelców goli dla Chivas w tym meczu, Sergio Ávilę i mimo krótkiego czasu spędzonego na placu gry zaprezentował swoją dobrą technikę i panowanie nad piłką. Później młody pomocnik nie wystąpił już w tamtym sezonie ani razu, natomiast zespół Guadalajary zajął czwarte miejsce w tabeli sumarycznej, a w decydującej o mistrzostwie fazie play-off odpadł po półfinałowym dwumeczu (1:0, 0:1) z Atlante. O miejsce w składzie Fabián początkowo rywalizował głównie z Sergio Ávilą.

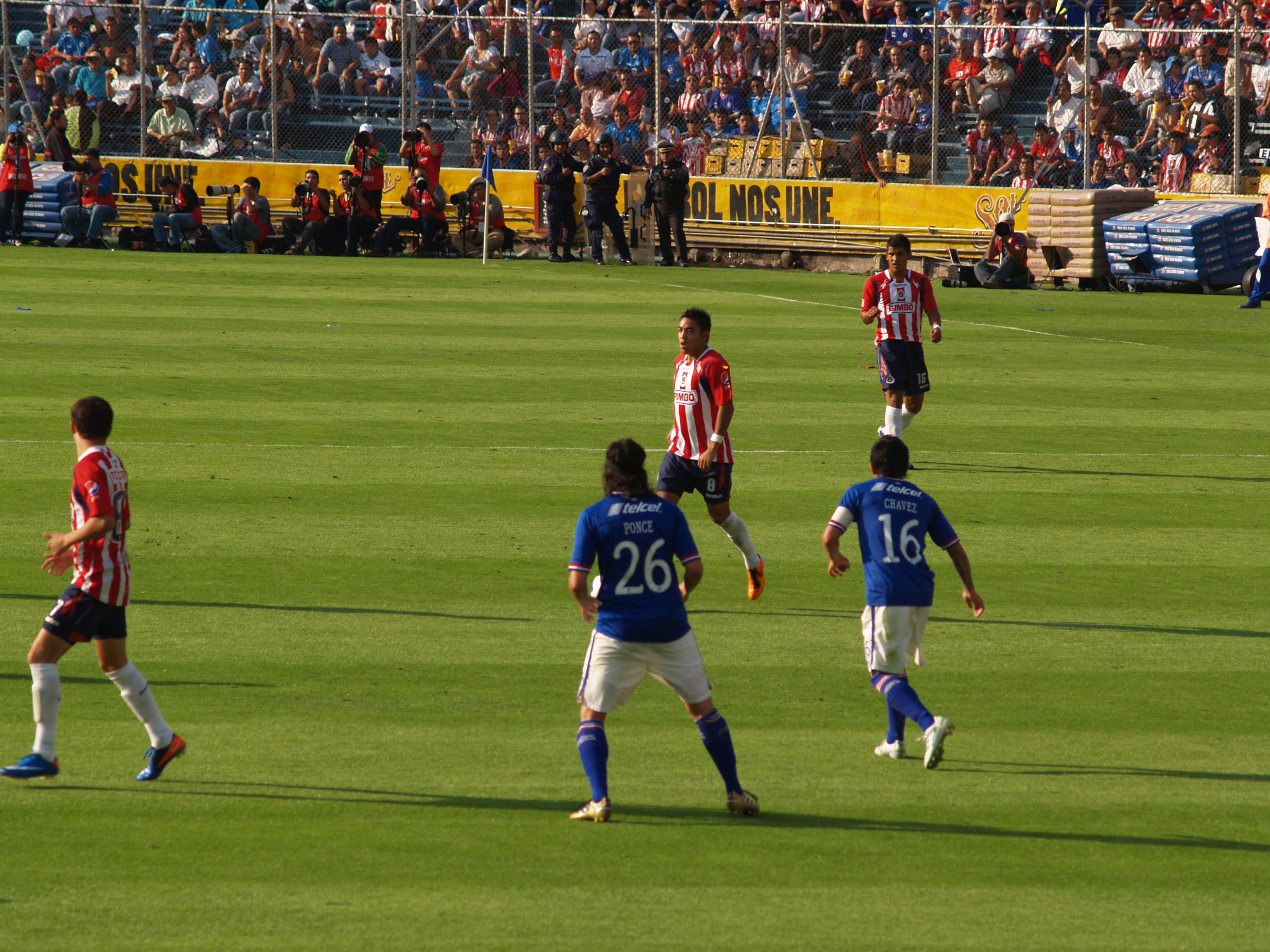
Fabián (nr 8) podczas spotkania Guadalajary z Cruz Azul w lidze meksykańskiej w kwietniu 2011

Drugi występ w najwyższej klasie rozgrywkowej Fabián zanotował w sezonie Clausura 2008, 2 lutego z Morelią. Zespół Chivas zwyciężył wówczas 6:0, natomiast on sam wybiegł na boisko w pierwszej jedenastce i w 50. minucie strzałem prawą nogą pokonał bramkarza Morelii Moisésa Muñoza, podwyższając wynik meczu na 4:0 i zdobywając zarazem swojego premierowego gola w profesjonalnej karierze. 19 lutego zanotował pierwszy występ w międzynarodowych rozgrywkach – w wygranym 2:0 domowym meczu z boliwijskim San José w pierwszej kolejce fazy grupowej Copa Libertadores, kiedy to zmienił w 59. minucie Juana Antonio Ocampo. 11 marca, w czwartej serii spotkań fazy grupowej tych samych rozgrywek, w doliczonym czasie przegranej 0:1 konfrontacji z kolumbijskim Cúcuta Deportivo, został ukarany przez sędziego czerwoną kartką za uderzenie rywala. Zespół Chivas ostatecznie odpadł z tej edycji Copa Libertadores po fazie grupowej, zajmując w niej trzecie miejsce, niepremiowane awansem do 1/8 finału. 8 marca 2008 Fabian w wygranym 1:0 ligowym meczu z Tolucą zanotował pierwszą asystę w karierze seniorskiej, przy trafieniu Sergio Santany.
Przed jesiennym sezonem Apertura 2008 Fabián zmienił swój dotychczasowy numer na koszulce, 33, na 8, wolny po odejściu z zespołu José Antonio Olvery. Wziął wówczas udział w turnieju Copa Sudamericana, gdzie w dwóch meczach 1/8 finału z brazylijskim Athletico Paranaense (2:2, 4:3) zanotował po asyście, natomiast w ćwierćfinałowych konfrontacjach z argentyńskim River Plate (2:1, 2:2) po golu. Drużyna prowadzona przez Efraína Floresa odpadła dopiero w dwumeczu półfinałowym po przegranej łącznym wynikiem 0:6 (0:2, 0:4) z brazylijskim Internacionalem. Udane występy zarówno w Copa Sudamericana, jak i w lidze meksykańskiej przełożyły się na zwycięstwo w plebiscycie kibiców na odkrycie sezonu Apertura 2008 w zespole Chivas. 11 stycznia 2009 Fabián zdobył bramkę w zremisowanej 1:1 konfrontacji z Morelią w finale InterLigi, dzięki czemu drużyna Chivas mogła wystąpić w rozgrywkach Copa Libertadores. Tam, ponownie jak przed rokiem, zakończyła jednak swój udział w turnieju już po fazie grupowej.
Podstawowym zawodnikiem Chivas Fabián był natomiast rok później, podczas kolejnej edycji Copa Libertadores. Meksykańska drużyna w 1/8 finału wyeliminowała argentyński Vélez Sársfield (3:0, 0:2), w ćwierćfinale paragwajski Libertad (3:0, 0:2; Fabián asystował przy bramce Michela Vázqueza w pierwszym meczu), natomiast w półfinale Universidad de Chile (1:1, 2:0). Rywalem zespołu Guadalajary w finale został brazylijski SC Internacional. W pierwszym meczu finałowym, rozegranym 11 sierpnia na Estadio Jalisco, padł wynik 1:2, a wychowanek Guadalajary zanotował asystę przy jedynym trafieniu dla gospodarzy, autorstwa Adolfo Bautisty. W rewanżu, który odbył się tydzień później na brazylijskim Estádio Beira-Rio, Fabián tuż przed przerwą otworzył wynik meczu, pokonując Renana uderzeniem z półprzewrotki; Internacional wygrał jednak ostatecznie 3:2 i zwyciężył w rozgrywkach Copa Libertadores. Trafienie Fabiána zostało nominowane przez serwis IMScouting do bramki tygodnia.

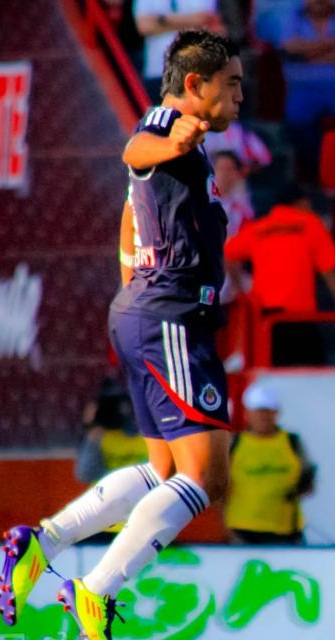
Fabián podczas ligowego meczu Guadalajary z Tijuaną we wrześniu 2011

W lipcu 2010 Fabián wystąpił w pierwszej połowie wygranego 3:2 towarzyskiego meczu z Manchesterem United na inaugurację Estadio Omnilife, będącego zarazem oficjalnym pożegnaniem z meksykańskim klubem Javiera Hernándeza. Eksplozja talentu Fabiána nastąpiła właśnie w sezonie Apertura 2010, kiedy to był czołowym graczem zespołu, wystąpił we wszystkich możliwych siedemnastu spotkaniach, a sześć strzelonych goli pozwoliło mu zostać najlepszym strzelcem drużyny Chivas. Dobrą formę piłkarza zauważył szkoleniowiec zespołu José Luis Real, który uznał, że wydoroślał on piłkarsko. Jedno z trafień Fabiána, z rozegranego 7 sierpnia 2010 meczu z San Luis, ponownie zostało nominowane przez portal IMScouting do tytułu gola tygodnia.
3 sierpnia 2011, w towarzyskim spotkaniu Chivas z FC Barcelona, wygranym 4:1, Fabián zdobył dwa gole – najpierw pokonał José Manuela Pinto mocnym uderzeniem zza pola karnego w okienko, a później precyzyjną przewrotką po dośrodkowaniu Omara Arellano. Te wyjątkowej urody trafienia przysporzyły mu dużego zainteresowania światowych mediów. We wrześniu tego samego roku przedłużył swój kontrakt z zespołem Guadalajary do czerwca 2015 roku. 15 października 2011, w wygranym 5:2 meczu domowym z Estudiantes Tecos, zanotował pierwszego hat tricka w karierze. Drugą strzeloną bramkę świętował z asystentem przy tym trafieniu Alberto Mediną przykładając mu palec do głowy i imitując strzał, po czym Medina upadł na murawę. Naśladująca egzekucję celebracja gola została ostro skrytykowana przez ogólnoświatowe i meksykańskie media, natomiast zarząd Chivas ukarał Fabiána grzywną w wysokości pięćdziesięciu tysięcy pesos, które przekazano jako darowiznę dla ofiar przemocy w mieście Ciudad Juárez. Sam zawodnik oficjalnie przeprosił później za swoje zachowanie.
W sezonie Apertura 2011 Fabián zajął z zespołem Chivas pierwsze miejsce w tabeli generalnej, jednak w fazie play-off odpadł już po ćwierćfinałowym dwumeczu z Querétaro (1:2, 0:0). Trzeci raz z rzędu został najlepszym strzelcem swojej drużyny w sezonie, a kibice Guadalajary uhonorowali go tytułem najlepszego piłkarza zespołu. Od tamtego czasu drużyna Chivas zaczęła notować jednak słabsze wyniki zarówno w rozgrywkach międzynarodowych, jak i w lidze meksykańskiej, gdzie nie potrafiła zająć miejsca wyższego niż ósme. W połowie 2012 roku Fabián po raz kolejny zmienił swój numer na koszulce, tym razem na 10, po odejściu z klubu Alberto Mediny. 28 października tego samego roku, w wygranym 2:0 meczu derbowym z Atlasem, zdobył bramkę uderzeniem z dystansu z odległości czterdziestu metrów, pokonując strzałem w okienko golkipera rywali. Gol ten został później wybrany na najładniejsze trafienie kolejki przez serwis MedioTiempo.
Wiosenne rozgrywki Clausura 2013 okazały się dla Fabiána nieudane; przez większość sezonu zmagał się z kontuzją skręcenia stawu skokowego, zaś jego drużyna nie zdołała zakwalifikować się do ligowej fazy play-off. Mimo to z czterema golami na koncie został drugim najlepszym strzelcem drużyny prowadzonej przez Benjamína Galindo. W sierpniu 2013 był bardzo bliski przejścia do katarskiego Al-Rajjan SC, co potwierdził zarówno sam zawodnik, jak i prezes Chivas, Dennis te Kloese. Do nowego klubu miał się przenieść za sumę dziesięciu milionów dolarów, a rocznie zarabiać pięć milionów. W ostatniej chwili zrezygnował z transferu, decydując się pozostać w Guadalajarze, jednak jego wcześniejsza decyzja o odejściu z drużyny pogorszyła jego stosunki z kibicami ekipy.
Po rozgrywkach Apertura 2013, kolejnych rozczarowujących dla ekipy Chivas (zespół zajął dopiero szesnastą lokatę w lidze) Fabián decyzją trenera José Luisa Reala i nowego dyrektora sportowego Francisco Palencii został wystawiony przez władze klubu na listę transferową, na co wpływ miały również związane z osobą piłkarza skandale pozaboiskowe. Słabe występy i problemy z dyscypliną zaowocowały wyborem zawodnika przez serwis Goal do jedenastki największych rozczarowań sezonu. Mimo to media spekulowały wówczas, że zainteresowanie zatrudnieniem Fabiána przejawia wiele drużyn zarówno z ligi meksykańskiej, jak i z Europy; inicjatywę pozyskania zawodnika wyraził oficjalnie José Guadalupe Cruz, trener klubu CF Monterrey.

### Cruz Azul
W grudniu 2013 ogłoszono, że Fabián na zasadzie rocznego wypożyczenia z opcją pierwokupu wynoszącą 8,5 miliona dolarów przeniesie się do klubu Cruz Azul ze stołecznego miasta Meksyk. Władze zespołu zatrudniły zawodnika ze względu na wyraźną prośbę nowego trenera ekipy, Luisa Fernando Teny, który współpracował z Fabiánem w reprezentacji olimpijskiej. 17 grudnia zawodnik pomyślnie przeszedł testy medyczne, natomiast cztery dni później zadebiutował w nowym klubie w przegranym 1:2 meczu towarzyskim z drugoligowymi rezerwami – Cruz Azul Hidalgo, w którym strzelił jedynego gola dla swojej ekipy, z rzutu karnego. Tego samego dnia podczas konferencji prasowej wraz z pięcioma innymi zawodnikami został oficjalnie zaprezentowany jako zawodnik Cruz Azul. Szeroko komentowane przez media były wówczas nieprofesjonalne skłonności Fabiána do uczestnictwa w nocnych imprezach; rozmowę z zawodnikiem na ten temat zadeklarował publicznie jego nowy kolega klubowy Christian Giménez. Mimo to już na początku stycznia Fabián po raz kolejny został zauważony w klubie nocnym.
Pierwszy oficjalny mecz w barwach Cruz Azul Fabián rozegrał 4 stycznia 2014, kiedy wystąpił w zremisowanym 0:0 ligowym spotkaniu z Monterrey, natomiast pierwsze trafienie w nowym zespole zanotował 25 stycznia tego samego roku w wygranej 4:0 konfrontacji z Veracruz, również w rozgrywkach ligowych. Od razu został czołową postacią ofensywnej gry zespołu, którą współtworzył wraz z Mauro Formicą, Joao Rojasem i Mariano Pavone, natomiast ekipa Cruz Azul okazała się rewelacją rozgrywek – zajęła pierwsze miejsce w tabeli sezonu Clausura 2014, notując po drodze osiem zwycięstw w rzędu. Fabián podczas tych rozgrywek zdobył kilka ważnych i spektakularnych bramek; jego gol z rozegranego 15 lutego spotkania z Pueblą (1:0), decydujący o zwycięstwie i zdobyty precyzyjnym lobem z dalekiej odległości w doliczonym czasie gry, został porównany przez media do trafienia Érica Cantony i nominowany później przez FIFA do nagrody im. Ferenca Puskása, a 15 marca jego dwie bramki zdobyte po strzałach z dystansu (jedną z nich dziennik Récord wybrał na gola kolejki) dały jego drużynie zwycięstwo w konfrontacji z Tijuaną (2:1). Świetna dyspozycja zawodnika zaowocowała jego powrotem do reprezentacji po ośmiomiesięcznej przerwie, zaś władze Cruz Azul rozpoczęły starania o wykupienie go na stałe z Guadalajary. Dyrektor sportowy stołecznego klubu Agustín Manzo określił Fabiána jako gracza gotowego do gry w Europie, a on sam przyznał, że w zespole Cruz Azul odzyskał radość z gry w piłkę. Jego udane występy znalazły również odwzorowanie w cosezonowym plebiscycie magazynu Récord: został wybrany do najlepszej jedenastki rozgrywek i uhonorowany nagrodą dla „powrotu” sezonu.
Mimo bardzo udanej pierwszej części sezonu drużyna Cruz Azul z decydującej o mistrzostwie fazy play-off odpadła już w dwumeczu ćwierćfinałowym z Leónem (1:1, 2:2). Równocześnie stołeczny zespół brał udział w rozgrywkach Ligi Mistrzów CONCACAF, w których ostatecznie triumfował, wygrywając dwumecz finałowy z Tolucą dzięki bramce strzelonej na wyjeździe; po bezbramkowym remisie u siebie podopieczni Luisa Fernando Teny zremisowali 1:1 na boisku przeciwnika. Fabián wystąpił w pięciu z sześciu spotkań fazy pucharowej tych rozgrywek, we wszystkich w pierwszym składzie, a w drugim spotkaniu finałowym zanotował asystę przy decydującym o wygraniu Ligi Mistrzów golu Mariano Pavone.
W kolejnych, jesiennych rozgrywkach Apertura 2014 zarówno Fabián, jak i zespół Cruz Azul zanotowali jednak znaczący regres formy. W lidze meksykańskiej podopieczni Teny wygrali zaledwie pięć z siedemnastu meczów i zajęli trzynastą pozycję w tabeli, nie kwalifikując się do fazy play-off. W rozgrywkach Ligi Mistrzów CONCACAF obrońcy tytułu odpadli natomiast już w fazie grupowej, okazując się słabszym od niżej notowanego LD Alajuelense z Kostaryki. Występy Cruz Azul, określane przez prasę „kompromitującymi”, zbiegły się w czasie z gorszymi występami zawodnika, który mimo regularnej gry strzelił tylko jednego gola w lidze i podobnie jak reszta formacji ofensywnej zespołu prezentował daleką od oczekiwań formę. W grudniu 2014 Fabián wraz z drużyną wziął udział w Klubowych Mistrzostwach Świata rozgrywanych w Maroku – tam w ćwierćfinale Cruz Azul pokonał po dogrywce australijski Western Sydney Wanderers (3:1), w półfinale uległ Realowi Madryt (0:4), zaś w meczu o trzecie miejsce niespodziewanie przegrał po rzutach karnych z nowozelandzkim Auckland City (1:1, 2:4 k.), zajmując ostatecznie czwartą lokatę. On sam wystąpił wówczas we wszystkich trzech spotkaniach, z czego w dwóch w wyjściowym składzie, nie notując zdobyczy bramkowej.
W grudniu 2014, mimo słabszego sezonu, władze Cruz Azul wystosowały do Chivas ofertę transferową za Fabiána; dyrektor sportowy Agustín Manzo przyznał wówczas, iż Fabián jest zawodnikiem o dużej jakości, którego stać na powrót do formy, a chęć pozostawienia gracza w stołecznej drużynie wyraził również trener Luis Fernando Tena. Oferta została jednak odrzucona przez zarząd Chivas ze względu na rozbieżności finansowe – włodarze Cruz Azul zaproponowali za wykupienie gracza mniej niż połowę kwoty zawartej w opcji pierwokupu. Niedługo potem Mariano Varela, kierownik sportowy zespołu z Guadalajary, oficjalnie potwierdził, iż nie uaktywniono klauzuli wykupu zawartej w umowie wypożyczenia, wobec czego Fabián wraz z początkiem nowego roku powróci do Chivas.

### Guadalajara
Pod koniec 2014 roku Fabián powrócił z wypożyczenia do Chivas de Guadalajara – 26 grudnia został zaprezentowany na zwołanej specjalnie konferencji prasowej, wybierając numer 33 na koszulce zamiast poprzedniej „dziesiątki”, zajętej pod jego nieobecność przez Ángela Reynę. Od razu został podstawowym piłkarzem zespołu i już w drugim meczu sezonu, 18 stycznia 2015 z Pumas UNAM (2:1), strzelił spektakularnego gola, wybranego na bramkę kolejki przez serwis MedioTiempo. W tym samym spotkaniu doznał jednak kontuzji lewej stopy, w wyniku której musiał pauzować przez kolejny miesiąc, przez co ominął trzy ligowe spotkania. W międzyczasie przedłużył swój wygasający za kilka miesięcy kontrakt z Chivas, umieszczając w nim klauzulę odstępnego w wysokości czterech milionów dolarów.
Po powrocie do zdrowia Fabián wciąż był liderem drużyny prowadzonej przez José Manuela de la Torre, która zanotowała udany sezon Clausura 2015, zajmując piąte miejsce w tabeli i po raz pierwszy od pięciu sezonów zakwalifikowała się do ligowej fazy play-off. Przed jej rozpoczęciem piłkarz zadeklarował gotowość zespołu do walki o tytuł mistrzowski, a kilka dni później został bohaterem dwumeczu ćwierćfinałowego z derbowym rywalem, Atlasem (0:0, 4:1) – w drugim spotkaniu strzelił trzy gole. Wcześniej znalazł się jednak w centrum uwagi również w pierwszym meczu, kiedy to został oskarżony przez trenera rywali, Tomása Boya, o oplucie go, co jednak zdementował sam zawodnik. Ostatecznie ekipa Chivas odpadła z rywalizacji o tytuł w półfinale, ulegając w nim późniejszemu mistrzowi – Santosowi Laguna (0:0, 0:3). Równocześnie podopieczni De la Torre dotarli do finału pucharu Meksyku (Copa MX), przegrywając w nim jednak na Estadio Universitario BUAP z Pueblą (2:4). Spotkanie to było zarazem meczem pożegnalnym legendy meksykańskiego futbolu, Cuauhtémoca Blanco, natomiast Fabián pojawił się na placu gry w 52. minucie po wejściu z ławki rezerwowych.
W trakcie kolejnych rozgrywek miała miejsce zmiana trenera zespołu – zwolnionego De la Torre we wrześniu 2015 zastąpił Argentyńczyk Matías Almeyda, a z wyrażoną w mediach aprobatą Fabiána spotkało się związane z przyjściem nowego szkoleniowca przekwalifikowanie stylu gry zespołu z zachowawczego na bardziej ofensywny, pozwalający mu na większą radość z gry. W jesiennym sezonie Apertura 2015 zespół z Guadalajary spisał się słabiej niż poprzednio w rozgrywkach ligowych (trzynaste miejsce w tabeli, brak awansu do play-offów), jednak zrekompensował to zdobyciem pucharu Meksyku po finałowym zwycięstwie nad Leónem (1:0). Tytuł ten miał wielkie znaczenie dla środowiska związanego z klubem – było to pierwsze od dziewięciu lat trofeum zdobyte przez Chivas oraz pierwszy od 45 lat wywalczony przez drużynę puchar kraju, zaś media, nawiązując do słów Almeydy, określiły wówczas to osiągnięcie „przebudzeniem giganta”. Fabián rozegrał w tym spotkaniu 80 minut, zaś na przestrzeni całych rozgrywek stworzył dobrze uzupełniający się duet atakujących z doświadczonym Omarem Bravo, pełniąc w nim rolę podwieszonego napastnika (obydwoje w całym sezonie łącznie strzelili 16 z 33 goli zdobytych przez zespół).

### Eintracht Frankfurt
W grudniu 2015 meksykańskie media doniosły o poważnym zainteresowaniu zatrudnieniem Fabiána ze strony trzech zespołów niemieckich i nowo powstałego klubu Atlanta United FC z Major League Soccer. Ostatecznie 18 grudnia władze Chivas oficjalnie ogłosiły przenosiny zawodnika do Eintrachtu Frankfurt, zaś tydzień później informację tę potwierdził również niemiecki klub. Kwota transferu wyniosła 3,5 miliona euro, zaś Fabián podpisał obowiązujący od stycznia trzyipółletni kontrakt, otrzymał w nowej drużynie numer 10 na koszulce i został drugim Meksykaninem w historii Eintrachtu (po Aarónie Galindo). Rolę w transferze odegrał również wielokrotny reprezentant Meksyku, Pável Pardo, były podopieczny trenera Eintrachtu, Armina Veha, któremu zarekomendował umiejętności swojego rodaka. Sam Fabián określił wyjazd do Bundesligi jako spełnienie marzeń o grze w Europie, zaś zmianę otoczenia umotywował chęcią „opuszczenia swojej strefy komfortu”.

### Philadelphia Union
Od dłuższego czasu Fabiánem interesowały się kluby Major League Soccer. 8 lutego 2019 podpisał kontrakt z Philadelphią Union jako Designated Player. Według doniesień dziennikarzy związanych z klubem amerykański klub nie wpłacił klauzuli odstępnego, ale Eintracht Frankfurt zastrzegł sobie 5% kwoty od następnego transferu meksykańskiego zawodnika.

## Kariera reprezentacyjna

### U–20
W marcu 2008 Fabián otrzymał powołanie od trenera Jesúsa Ramíreza do reprezentacji Meksyku U-20 na juniorski Torneo MIC odbywający się w Barcelonie, jednak na wyjazd piłkarza nie pozwolił zarząd jego klubu. Ostatecznie jego drużyna triumfowała w tych rozgrywkach w swojej kategorii wiekowej. Rok później znalazł się w składzie tej samej kadry na Mistrzostwa Ameryki Północnej U-20. Podczas turnieju rozegranym na Trynidadzie i Tobago pełnił rolę podstawowego gracza zespołu, występując we wszystkich trzech meczach fazy grupowej od pierwszej do ostatniej minuty; z Kostaryką (0:1), Kanadą (0:2) i Trynidadem i Tobago (2:2). Ostatecznie prowadzona przez Juana Carlosa Cháveza meksykańska kadra nie wyszła z grupy, zajmując w niej ostatnie, czwarte miejsce, z remisem i dwoma porażkami na koncie, przez co nie zakwalifikowała się na rozgrywane w tym samym roku Mistrzostwa Świata U-20 w Egipcie.

### U–23

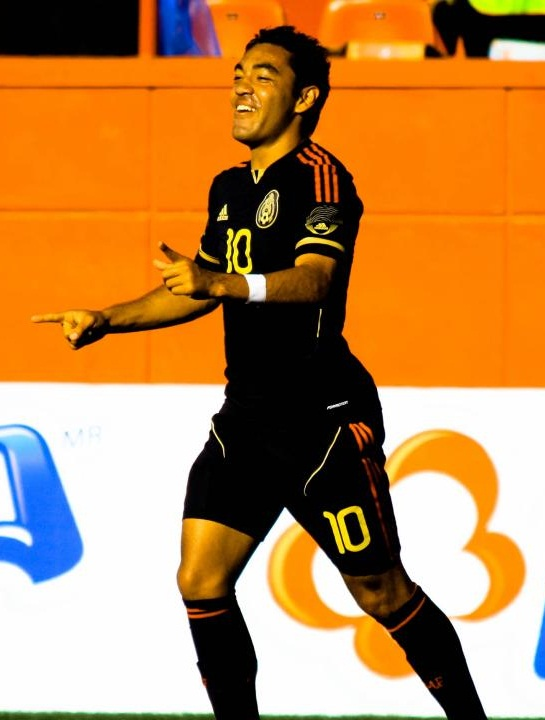
Fabián podczas sparingu młodzieżowej reprezentacji z kolumbijskim Independiente Medellín w czerwcu 2011.

W marcu 2011 Fabián otrzymał powołanie do nowo utworzonej meksykańskiej reprezentacji U-22, złożonej głównie z zawodników z rocznika '89, którzy mieli wziąć udział rozgrywanym w tym samym roku turnieju Copa América pod szyldem seniorskiej kadry (de facto pierwsza reprezentacja Meksyku trenowana przez José Manuela de la Torre brała wówczas udział w Złotym Pucharze CONCACAF), a w przyszłości stanowić podstawę pod drużynę na Igrzyska Olimpijskie w Londynie. Pierwszym meczem tej drużyny prowadzonej przez Luisa Fernando Tenę, asystenta De la Torre, była rozegrana 24 marca i zremisowana 2:2 towarzyska konfrontacja z zespołem klubowym CF Pachuca, w której Fabián zdobył dwie bramki dla swojego zespołu. Na listę strzelców wpisał się także w nieoficjalnych czerwcowych sparingach z Ekwadorem (1:0) i Independiente Medellín (2:2). Oprócz tego wybiegał na boisko w meczach towarzyskich z Deportivo Toluca (1:2), Wenezuelą (0:3), Kolumbią (0:0) i Boliwią (1:0), łącznie rozgrywając dla tej kategorii wiekowej siedem nieoficjalnych meczów, w których zdobył cztery gole.
Pod koniec czerwca 2011 Fabián wraz z Israelem Jiménezem, Jorge Hernándezem, Javierem Cortésem, Néstorem Calderónem, Jonathanem dos Santosem, Davidem Cabrerą i Néstorem Vidrio wywołał skandal obyczajowy w meksykańskiej reprezentacji. Na zgrupowaniu kadry U-22 w Ekwadorze cała ósemka piłkarzy złamała wewnętrzne zasady drużyny, zamawiając prostytutki do swoich pokojów hotelowych w mieście Quito. Każdy z nich został zawieszony na pół roku w prawach reprezentanta, a także ukarany przez związek piłkarski grzywną dyscyplinarną w wysokości pięćdziesięciu tysięcy pesos. Natychmiast opuścili oni zgrupowanie i w ich miejsce na Copa América awaryjnie zostali powołani Edgar Pacheco, Alan Pulido, Kristian Álvarez, Carlos Orrantía, Antonio Gallardo, Ulises Dávila, Diego de Buen i Oswaldo Alanís. Fabián po powrocie do Meksyku został ponadto ukarany grzywną o nieujawnionej mediom wysokości przez zarząd swojego klubu, Chivas de Guadalajara.
W marcu 2012 Fabián otrzymał powołanie od Luisa Fernando Teny do reprezentacji Meksyku U-23 na turniej eliminacyjny do Letnich Igrzysk Olimpijskich w Londynie. Tam jego kadra narodowa zajęła pierwsze miejsce w grupie, po czym dotarła do finału, wygrywając go i kwalifikując się na olimpiadę. Zawodnik wystąpił we wszystkich pięciu spotkaniach i pięciokrotnie wpisywał się na listę strzelców – trzy razy w meczu fazy grupowej z Trynidadem i Tobago (7:1) i raz w konfrontacji półfinałowej z Kanadą (3:1), a także w pojedynku finałowym z Hondurasem, który zakończył się ostatecznie zwycięstwem Meksykanów 2:1. Dzięki temu wspólnie z kolegą z drużyny, Alanem Pulido, został królem strzelców turnieju kwalifikacyjnego.
Dwa miesiące później Fabián znalazł się w składzie na młodzieżowy Turniej w Tulonie. Także tam pełnił rolę podstawowego gracza reprezentacji, rozegrał wszystkie pięć meczów i zdobył siedem bramek – w fazie grupowej trzy w spotkaniu z Marokiem (4:3), jedną z Francją (1:3) oraz dwie z Białorusią (2:1), a także jedną w półfinale z Holandią (4:2). Ostatecznie Meksykanie po finałowym zwycięstwie 3:0 nad Turcją triumfowali w rozgrywkach, natomiast Fabián zdobył tytuł króla strzelców imprezy i z siedmioma golami na koncie wyrównał rekord Alana Shearera z 1991 roku pod względem ilości zdobytych bramek w jednej edycji tego turnieju.

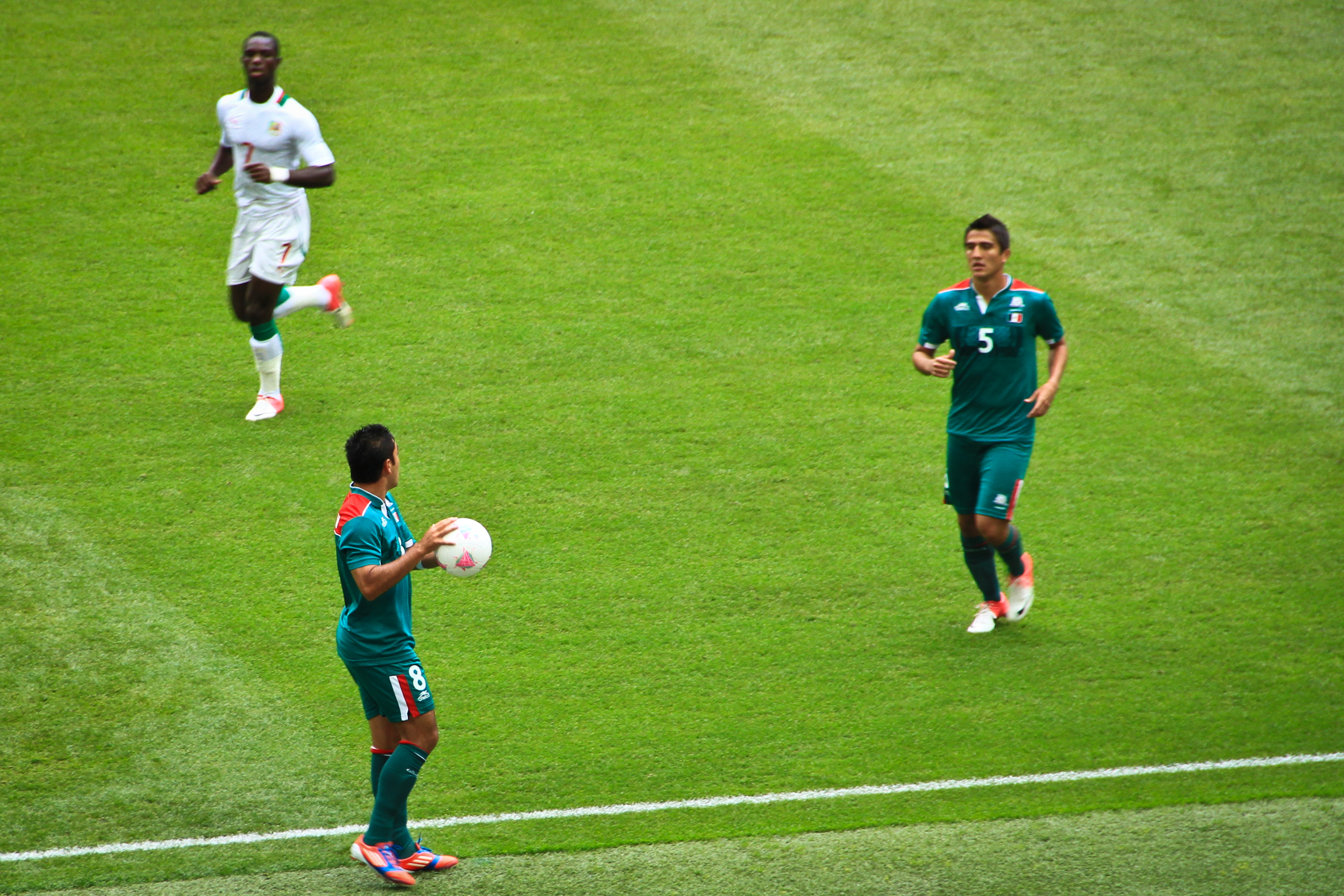
Fabián (z piłką) i Dárvin Chávez podczas ćwierćfinałowego meczu z Senegalem na Igrzyskach Olimpijskich w sierpniu 2012.

W lipcu 2012 Fabián ponownie został powołany przez Luisa Fernando Tenę do reprezentacji Meksyku U-23, tym razem na Letnie Igrzyska Olimpijskie w Londynie. Jeszcze przed tym turniejem zdobył po jednej bramce w meczach towarzyskich z Wielką Brytanią (1:0) i Japonią (1:2). Na olimpiadzie Meksykanie zajęli pierwsze miejsce w grupie, po remisie z Koreą Płd (0:0) i zwycięstwach z Gabonem (2:0) oraz Szwajcarią (1:0), w ćwierćfinale pokonując Senegal (4:2), w półfinale Japonię (3:1), a w spotkaniu finałowym pokonując faworyzowaną Brazylię wynikiem 2:1 i zdobywając jedyny dla Meksyku złoty medal na olimpiadzie. Fabián rozegrał wszystkie sześć spotkań w podstawowym składzie, zdobywając gola w półfinałowym meczu z Japonią, a w finale przeciwko Brazylii zanotował asystę z rzutu wolnego przy drugiej bramce Oribe Peralty.

### Seniorska reprezentacja
W styczniu 2009 Fabián, mający wówczas dziewiętnaście lat, otrzymał od selekcjonera Svena-Görana Erikssona pierwsze powołanie do seniorskiej reprezentacji Meksyku na mecz ze Szwecją (0:1), nie zdołał w niej jednak wówczas zadebiutować.
W czerwcu 2011 pięciu piłkarzy reprezentacji Meksyku, biorących wówczas udział w Złotym Pucharze CONCACAF, zostało zdyskwalifikowanych po wykryciu w ich organizmach klenbuterolu. Meksykański Związek Piłki Nożnej musiał zastąpić ich innymi zawodnikami – do tego celu wybrano Héctora Reynoso, Paula Aguilara, Hirama Miera, Luisa Ernesto Michela i właśnie Fabiána. Do przebywającej w Stanach Zjednoczonych kadry dołączyli jednak tylko trzej pierwsi z wymienionych piłkarzy, natomiast Michel i Fabián na polecenie związku piłkarskiego pozostali w Kolumbii, gdzie wraz z reprezentacją U-22 prowadzoną przez Luisa Fernando Tenę kontynuowali przygotowania do turnieju Copa América.
W styczniu 2012, po odbyciu półrocznego zawieszenia, Fabián został powołany do seniorskiej kadry przez selekcjonera José Manuela de la Torre na towarzyski mecz z Wenezuelą. Właśnie w tym spotkaniu, rozegranym 25 stycznia 2012 w Houston i zakończonym ostatecznie zwycięstwem Meksykanów 3:1, zawodnik Chivas zadebiutował w oficjalnym meczu pierwszej reprezentacji, rozgrywając na placu gry pełne 90 minut i w końcówce meczu notując asystę przy trafieniu Rafaela Márqueza Lugo na 2:1. Premierowego gola w kadrze narodowej strzelił w swoim trzecim występie, 30 stycznia 2013 w zremisowanym 1:1 meczu towarzyskim z Danią, zdobywając bramkę z rzutu karnego.
W czerwcu 2013 Fabián znalazł się w ogłoszonym przez De la Torre składzie reprezentacji, złożonym jedynie z graczy występujących w lidze meksykańskiej, na Złoty Puchar CONCACAF. Tam był kluczowym graczem swojej drużyny i wystąpił od pierwszej minuty we wszystkich pięciu spotkaniach, zdobywając po jednym golu w każdym ze spotkań fazy grupowej; z Panamą (1:2), Kanadą (2:0) i Martyniką (3:1). Później zagrał także w ćwierćfinale z Trynidadem i Tobago (1:0) oraz półfinale z Panamą (1:2), po którym Meksykanie odpadli z turnieju, nie docierając do finału, co zostało przyjęte w kraju jako rozczarowanie.
W maju 2014 Fabián został powołany przez selekcjonera Miguela Herrerę do kadry na Mistrzostwa Świata w Brazylii. Podczas przygotowań reprezentacji do turnieju był jednym z wyróżniających się zawodników; zdobył po bramce w towarzyskich spotkaniach z Izraelem (3:0) i Ekwadorem (3:1). Szczególnie urodziwy był jego gol w drugim z wymienionych meczów, zdobyty strzałem z odległości około trzydziestu metrów. Mimo to podczas mundialu pozostawał jedynie rezerwowym swojej drużyny, przegrywając rywalizację o miejsce w środku pola z Andrésem Guardado i Héctorem Herrerą. Wystąpił wówczas w trzech spotkaniach fazy grupowej – z Kamerunem (1:0), Brazylią (0:0) i Chorwacją (3:1), w każdym z nich pojawiając się na placu gry w końcówce jako rezerwowy i notując łącznie 41 minut spędzonych na boisku. Meksykanie po raz szósty z rzędu odpadli natomiast z mistrzostw świata w 1/8 finału, tym razem przegrywając z Holandią (1:2).
W czerwcu 2015 Fabián znalazł się w ogłoszonym przez Miguela Herrerę rezerwowym składzie reprezentacji na rozgrywany w Chile turniej Copa América. Pełnił tam jednak funkcję rezerwowego dla tercetu środkowych pomocników, tworzonego przez Jesúsa Manuela Coronę, Javiera Güemeza i Juana Carlosa Medinę, pojawiając się na boisku tylko w jednym meczu – po wejściu z ławki wystąpił w ostatniej grupowej konfrontacji z Ekwadorem (1:2). Meksykańska drużyna zanotowała podczas tamtej edycji Copa América bilans dwóch remisów oraz porażki i po rozczarowującym występie odpadła z turnieju po zajęciu ostatniego miejsca w grupie.

## Statystyki kariery

### Klubowe
| Guadalajara         | 2007–2008 | Meksyk | Liga MX    | 11  | 1  | –– | –– | CL + SL                 | 6  | 0  | 17  | 1  |
| Guadalajara         | 2008–2009 | Meksyk | Liga MX    | 26  | 1  | 3  | 1  | CS + CL                 | 11 | 3  | 40  | 5  |
| Guadalajara         | 2009–2010 | Meksyk | Liga MX    | 22  | 1  | –– | –– | CL                      | 6  | 1  | 28  | 2  |
| Guadalajara         | 2010–2011 | Meksyk | Liga MX    | 36  | 15 | –– | –– | ––                      | –– | –– | 36  | 15 |
| Guadalajara         | 2011–2012 | Meksyk | Liga MX    | 29  | 9  | –– | –– | CL                      | 2  | 0  | 31  | 9  |
| Guadalajara         | 2012–2013 | Meksyk | Liga MX    | 22  | 8  | –– | –– | LM                      | 3  | 3  | 25  | 11 |
| Guadalajara         | 2013–2014 | Meksyk | Liga MX    | 15  | 3  | 2  | 1  | ––                      | –– | –– | 17  | 4  |
| Cruz Azul           | 2013–2014 | Meksyk | Liga MX    | 15  | 7  | –– | –– | LM                      | 5  | 0  | 20  | 7  |
| Cruz Azul           | 2014–2015 | Meksyk | Liga MX    | 16  | 1  | –– | –– | LM + KMŚ                | 7  | 1  | 23  | 2  |
| Guadalajara         | 2014–2015 | Meksyk | Liga MX    | 18  | 7  | 1  | 0  | ––                      | –– | –– | 19  | 7  |
| Guadalajara         | 2015–2016 | Meksyk | Liga MX    | 13  | 3  | 7  | 1  | ––                      | –– | –– | 20  | 4  |
| Eintracht Frankfurt | 2015–2016 | Niemcy | Bundesliga | 0   | 0  | –– | –– | ––                      | –– | –– | 0   | 0  |
| Meksyk              | Meksyk    | Meksyk | Meksyk     | 223 | 56 | 13 | 3  | CL + SL + CS + LM + KMŚ | 40 | 8  | 276 | 67 |
| Niemcy              | Niemcy    | Niemcy | Niemcy     | 0   | 0  | –– | –– | ––                      | –– | –– | 0   | 0  |
| Ogółem              | Ogółem    | Ogółem | Ogółem     | 223 | 56 | 13 | 3  | CL + SL + CS + LM + KMŚ | 40 | 8  | 276 | 67 |

Legenda:
- CL – Copa Libertadores
- SL – SuperLiga
- CS – Copa Sudamericana
- LM – Liga Mistrzów CONCACAF
- KMŚ – Klubowe Mistrzostwa Świata

### Reprezentacyjne
| Meksyk |        |        |    |   |   |    |              |   |    |    |   |
| Meksyk | 2012   | 1      | 0  | 2 | 0 | –  | –            | – | 3  | 0  |   |
| Meksyk | 2013   | 2      | 1  | 1 | 0 | ZP | 5            | 3 | 8  | 4  |   |
| Meksyk | 2014   | 9      | 2  | – | – | MŚ | 3            | 0 | 12 | 2  |   |
| Meksyk | 2015   | 3      | 0  | – | – | CA | 1            | 0 | 4  | 0  |   |
| Ogółem | Ogółem | Ogółem | 15 | 3 | 3 | 0  | ZP + MŚ + CA | 9 | 3  | 27 | 6 |

Legenda:
- ZP – Złoty Puchar CONCACAF
- MŚ – Mistrzostwa Świata
- CA – Copa América

### Gole w reprezentacji
| #  | Data             | Miejsce                                                        | Przeciwnik | Gol | Wynik | Zawody                |
| -- | ---------------- | -------------------------------------------------------------- | ---------- | --- | ----- | --------------------- |
| 1. | 30 stycznia 2013 | University of Phoenix Stadium, Glendale, Stany Zjednoczone     | Dania      | 1–0 | 1–1   | Mecz towarzyski       |
| 2. | 7 lipca 2013     | Rose Bowl, Pasadena, Stany Zjednoczone                         | Panama     | 1–1 | 1–2   | Złoty Puchar CONCACAF |
| 3. | 11 lipca 2013    | CenturyLink Field, Seattle, Stany Zjednoczone                  | Kanada     | 2–0 | 2–0   | Złoty Puchar CONCACAF |
| 4. | 14 lipca 2013    | Sports Authority Field at Mile High, Denver, Stany Zjednoczone | Martynika  | 1–0 | 3–1   | Złoty Puchar CONCACAF |
| 5. | 28 maja 2014     | Estadio Azteca, Meksyk, Meksyk                                 | Izrael     | 3–0 | 3–0   | Mecz towarzyski       |
| 6. | 31 maja 2014     | Cowboys Stadium, Arlington, Stany Zjednoczone                  | Ekwador    | 2–0 | 3–1   | Mecz towarzyski       |

## Osiągnięcia

### Guadalajara
- Zwycięstwo
  - InterLiga: 2009
  - Copa MX: 2015 (A)
- Drugie miejsce
  - Copa Libertadores: 2010
  - Copa MX: 2015 (C)

### Cruz Azul
- Zwycięstwo
  - Liga Mistrzów CONCACAF: 2014
- Czwarte miejsce
  - Klubowe Mistrzostwa Świata: 2014

### Reprezentacja Meksyku
- Zwycięstwo
  - Turniej eliminacyjny do Igrzysk Olimpijskich: 2012
  - Turniej w Tulonie: 2012
  - Igrzyska Olimpijskie: 2012

### Indywidualne
- Król strzelców turnieju eliminacyjnego do Igrzysk Olimpijskich: 2012
- Król strzelców turnieju w Tulonie: 2012
- Jedenastka sezonu Liga MX (według Récord): 2014 (C)
- Powrót sezonu Liga MX (według Récord): 2014 (C)

## Styl gry
Fabián jest wszechstronnym i zwinnym graczem, na boisku posługującym się głównie prawą nogą. Posiada jedne z najważniejszych cech istotnych dla ofensywnego pomocnika – szybkość, technikę i drybling oraz kontrolę nad piłką. Dysponuje również wspaniałym uderzeniem z dystansu, zdobywając w ten sposób wiele spektakularnych bramek. Do jego mankamentów można natomiast zaliczyć słabą grę w powietrzu. W sierpniu 2013, podczas zainteresowania zawodnikiem ze strony klubów katarskich, tamtejsze media porównały go do Lionela Messiego.

## Życie prywatne
Za sprawą afer związanych z osobą Fabiána w kraju przylgnęła opinia skandalisty. Oprócz kontrowersyjnej celebracji gola z Alberto Mediną i zamówienia prostytutek na zgrupowaniu kadry w 2011 roku, zawodnik był często krytykowany za niesportowy tryb życia i częste uczestnictwo w całonocnych imprezach, które urządzał również we własnym domu. Po jednej z nich władze gminy uznały, że zawodnik zakłóca porządek publiczny i ukarały go grzywną w wysokości 21 tysięcy pesos. W 2013 roku został przyłapany w nocnym klubie dwa dni przed jednym z ligowych spotkań. W marcu tego samego roku znalazł się na liście 43 piłkarzy podejrzanych o oszustwa wobec Meksykańskiego Instytutu Zabezpieczenia Społecznego (IMSS). Oskarżano go również o obstawianie wyników spotkań sponsorowanej i prowadzonej przez niego amatorskiej drużyny futbolu siedmioosobowego.
W latach 2012–2013 Fabián przez kilkanaście miesięcy spotykał się z meksykańską aktorką i modelką, Aną Bekoą. Ich związek rozpadł się po tym, gdy piłkarz był widziany w towarzystwie innych kobiet; we wrześniu 2012 w Las Vegas i sierpniu 2013 w Guadalajarze. W latach 2014–2015 był związany z prezenterką telewizyjną Aną Cristiną Gastelum, zaś od czerwca 2015 spotyka się z Alejandrą.

## Inne
Agentem Fabiána jest Nicholas Blair, syn byłego premiera Wielkiej Brytanii, Tony’ego Blaira.
Fabián występował w reklamach firm takich jak Adidas czy Pepsi. Udziela się również w mediach społecznościowych – w 2014 roku w rankingu meksykańskich piłkarzy ułożonym pod względem liczby użytkowników obserwujących ich profile w serwisie Twitter zajął piąte miejsce (483 tysięcy obserwujących), za Javierem Hernándezem, Giovanim dos Santosem, Guillermo Ochoą i Rafaelem Márquezem. Kilka miesięcy później zawodnik wypuścił na rynek dostępną na telefony komórkowe grę o nazwie „Marco Fabian Juggle Cup”, polegającą na wcieleniu się w zawodnika i podbijanie nim piłki. Stworzył również serię własnych emotikonów graficznych. W 2015 roku, w wyniku zorganizowanego przez EA Sports głosowania kibiców, wraz z Lionelem Messim znalazł się na okładce meksykańskiego wydania gry FIFA 16.
W sierpniu 2014 Fabián otworzył własną akademię piłkarską o nazwie Academia de Fútbol Marco Fabián, której obiekty treningowe są zlokalizowane na terenie Parque Metropolitano w Guadalajarze. Trenują w niej dzieci w wieku 4–16 lat podzielone na siedem kategorii wiekowych, mające zapewnioną opiekę medyczną, dietetyczną i pedagogiczną. Dyrektorem generalnym akademii jest ojciec zawodnika – Marco Fabián Vázquez, zaś dyrektorem sportowym były reprezentant Meksyku – Jaime Pajarito.